# Wevelgem
Wevelgem é um município belga situado na província de Flandres Ocidental. O município compreende as vilas de Gullegem, Moorsele e Wevelgem propriamente dita.  Em 1 de Janeiro de 2006, o município tinha uma população total de 31.020 habitantes, uma área total de  38,76 km² e uma densidade populacional de  800 habitantes por km².

## Deelgemeenten
O município acha-se dividido em termos meramente estatísticos em três unidades administrativas. O quadro abaixo refere-se às três deelgemeenten

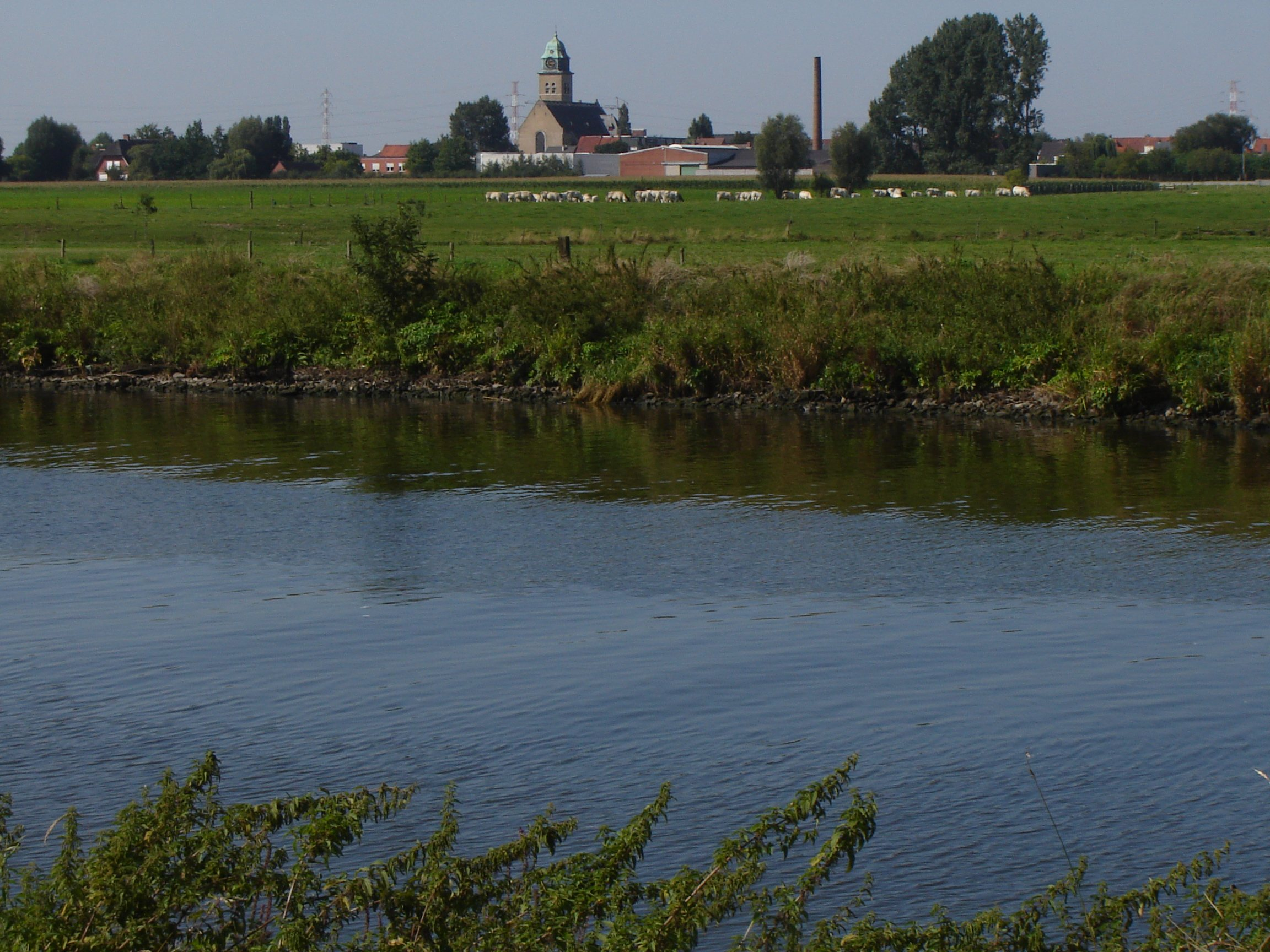
Vista da igreja de Sint-Theresia, próximo de Wevelgem.

|     |          |            |                  |
| Nº  | Nome     | Área (km²) | População (2005) |
| I   | Wevelgem | 14,18      | 15.753           |
| II  | Gullegem | 9,60       | 8.959            |
| III | Moorsele | 14,98      | 6.307            |

Fonte: website Wevelgem http://www.wevelgem.be